# コラ!なんばしよっと
コラ！なんばしよっとは、武田鉄矢の自伝エッセイ「母に捧げるバラード」を原作としてNHKで放送されたドラマのシリーズである。全部で3作品放送された。

## 概要
1961年、九州・博多の岩田家は鉄工所に勤める父、タバコ屋を経営する母、そして小学校6年の末っ子・鉄矢ら3人の子供の合計5人で構成されていた。

### パート1
1992年6月15日から7月8日にかけてNHK BS2）にて放送された。のちに、ドラマ愛の詩（NHK総合・教育）で地上波放送もなされた。

### パート2
1993年6月14日から7月15日にかけてドラマ新銀河（NHK総合）にて放送された。のちに、ドラマ愛の詩でも放送された。   

### パート3
1997年10月6日から11月6日まで全20話がドラマ新銀河（NHK総合）で放送された。

## キャスト
- 岩田キク - 桃井かおり
- 岩田鉄矢 - 阪本浩之
- 岩田君子 - 河合美智子
- 岩田安江（鉄矢の姉） - 増田未亜
- 岩田克元 - 近藤正臣
- 岩田まさ - 鈴木光枝
- 岩田信政 - でんでん
- 立石京子 - 生稲晃子
- ナレーター - 武田鉄矢
- 下条喜作 - 梅津栄
- 千石規子
- 花沢徳衛
- 黒田福美
- 田川博 - 小西博之
- 末永松夫 - 新井康弘
- 中井 - 坂本あきら
- 市子 - 後藤加代
- 宮田早苗 - ともさかりえ[1]
- 宮下直紀
- 下条とく - 中原早苗
- 西崎豊 - 古本新之輔
- 田根楽子
- 海野真弘
- 大野五男 - 若菜大輔
- 矢島由紀子 - 古川恵実子
- 中田トミ子 - 守屋利恵
- 畠山直巳
- 吉山祐
- 菅原有吾
- 本宮秀樹
- 木下敦生
- 和彦 - 加藤智明
- 佐藤亮太
- 明大付属中野中・柔道部のみなさん、鳳プロ、劇団いろは、東京児童劇団
- 雅江 - 山本麻生

## スタッフ
- 原作 - 武田鉄矢「母に捧げるバラード」より
- 脚本 - 金子成人
- 演出
  - パート2 - 松岡孝治
  - パート3 - 木村隆文
- 柔道指導、擬斗 - 車邦秀
- 音楽
  - パート2 - 渡辺俊幸
  - パート3 - 坂田晃一
- 演奏 - コンセール・レニエ
- 制作 - NHK

## 主題歌
- パート2：「思えば遠くへ来たもんだ (Since Those Old Days)（歌：関野リサ）
作詞：武田鉄矢、作曲：山木康世、編曲：吉俣良、訳詞：関野リサ
- パート3：「ライスカレー」（歌：海援隊）